# Селецька волость (Пружанський повіт)
Селецька волость — історична адміністративно-територіальна одиниця Пружанського повіту Гродненської губернії Російської імперії (волость). Волосний центр — містечко Сілець.
Станом на 1885 рік складалася з 28 поселень, 17 сільських громад. Населення — 7 089 осіб, 499 дворових господарств, 17 280 десятин землі (6 083 — орної).

## У складі Польщі
Після анексії Полісся Польщею волость отримала назву ґміна Сєлєц Пружанського повіту Поліського воєводства Польської республіки (гміна). Адміністративним центром було містечко Сілець.
Розпорядженням Міністра Внутрішніх Справ 5 січня 1926 р. передано населені пункти:
- з ліквідованої ґміни Носкі — села: Давидовичі, Деці, Жохали, Панасовичі, Раковичі, Рогачі, Утрани, Хвалевичі, фільварків: Гаврилковичі, Галове, Давидовичі, Полонний Груд, селища: Гаврилковичі, Лучиці, Полонний Груд, Чешки;
- до ґміни Береза-Картуска — села Блудень, Леошки, Самойловичі, Хомичі, Заріччя, Смолярка, Кругле і Новосілки, селища: Блудень і Цегельня, фільварки: Леошки і Колки, залізнична станція: Береза-Картузька, а також державні ліси на території ґміни.

1 квітня 1932 р. розпорядженням Міністра внутрішніх справ Польщі передано населені пункти:
- з ліквідованої ґміни Береза-Картуска — села Блудень, Леошки, Самойловичі, Хомичі, Заріччя, Смолярка, Кругле і Новосілки, селища: Блудень і Цегельня, фільварки: Леошки і Колки, залізнична станція: Береза-Картузька, а також державні ліси на території ґміни;
- до ґміни Малєч: села: Чорничне, Логіси, Давидовичі, Вишневичі, Ворожбити і Коти, околиці: Чорничне, Бухалі, Чечки, Дідовець, Круки і Полонний Груд, маєтки: Давидовичі, Полонний Груд, Галове і Коти.

1 квітня 1939 а. межі міста Береза-Картузька розширені за рахунок передачі села Новосілки зі ґміни Сєлєц.
15 січня 1940 р. ґміни (волості) ліквідовані у зв'язку зі створенням районів.